# Loxosceles rica
Loxosceles rica là một loài nhện trong họ Sicariidae.
Loài này thuộc chi Loxosceles. Loxosceles rica được miêu tả năm 1983 bởi Gertsch & Ennik.